# Maria Jeritza

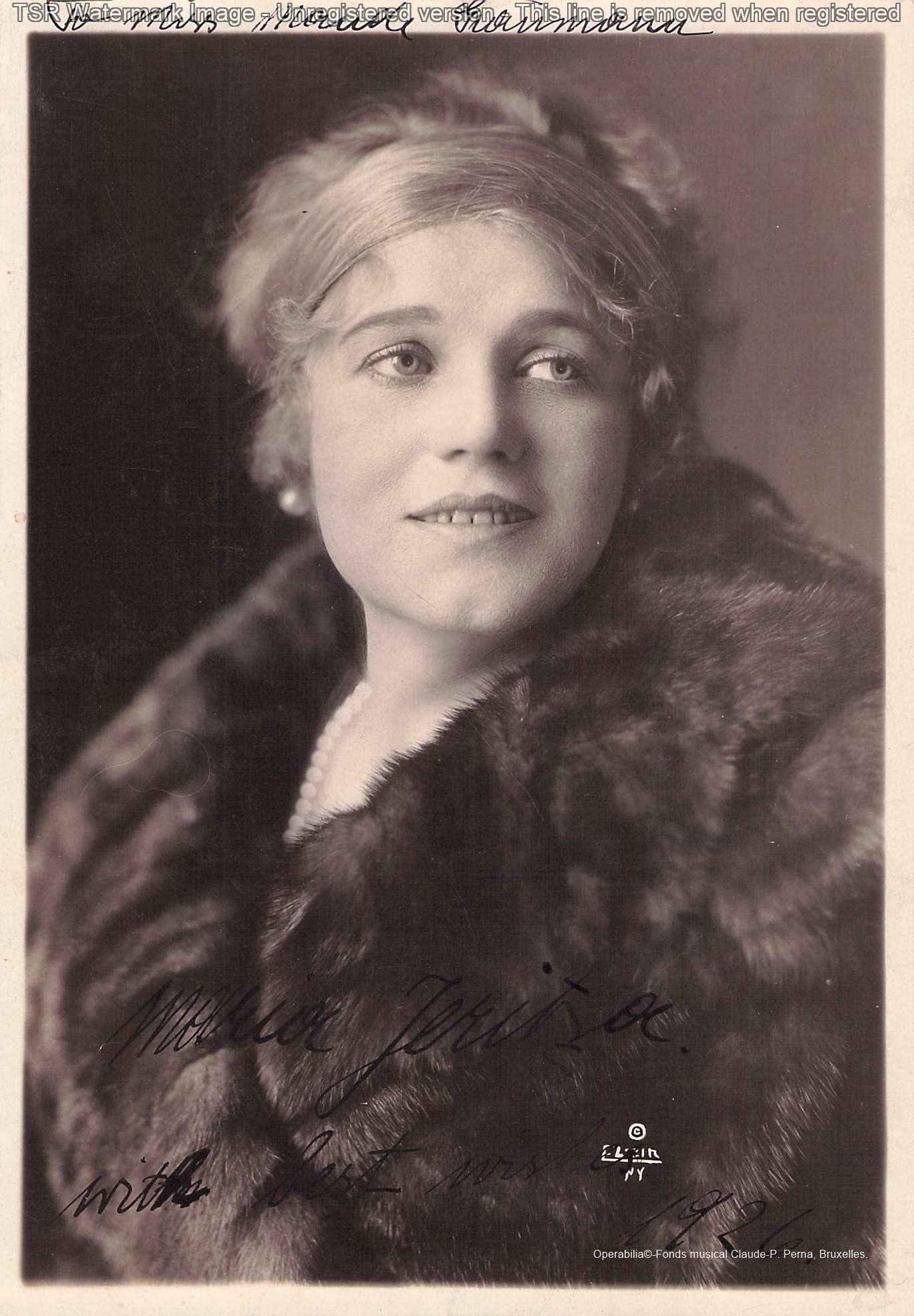
Maria Jeritza en 1926.

Maria Jeritza, née Maria ("Mizzi") Jedličková le 6 octobre 1887 à Brünn (actuelle Tchéquie) et morte le 10 juillet 1982 à Orange (New Jersey, Etats-Unis), est une chanteuse d’opéra austro-tchèque.

## Biographie

### Jeunesse et formation
Maria Jeritza étudie le chant à Brünn, sa ville natale, puis à Prague.

### Carrière
Elle fait ses débuts sur scène en 1910 à Olmütz dans le rôle d'Elsa de Lohengrin.
En 1911 elle est engagée à la Volksoper de Vienne, et pendant plus de vingt ans, de 1912 à 1935, elle restera attachée à la capitale autrichienne, où elle chante aussi bien Puccini, triomphant dans Tosca, Turandot et La fanciulla del West, que Leoš Janáček (elle donne à Vienne et à New York les premières de Jenůfa), mais aussi Mascagni, Massenet, Richard Wagner. « Ses interprétations straussiennes sont restées légendaires », créant notamment les deux versions de Ariane à Naxos, le 25 octobre 1912 à Stuttgart, et en 1916 à Vienne, et interprétant également l'Impératrice dans Die Frau ohne Schatten (La Femme sans ombre) (Vienne, 1919), Salome (Salomé), Octavian du Der Rosenkavalier (Le Chevalier à la rose), Die ägyptische Helena  (Hélène d'Égypte). Entre 1921 et 1932 elle se produit régulièrement  au Metropolitan, période durant laquelle elle participe en 1927 à la création de l'opéra de Erich Wolfgang Korngold Violanta, dans le rôle de Marietta. Elle y assure aussi les créations américaines de Turandot (1926), Jenůfa (1927), Die ägyptische Helena (1928). Elle chante aussi Tosca au Covent Garden en 1925, à Paris en 1928. Elle se retire de la scène en 1937, mais continue de se produire au récital et au concert, dans plusieurs Etats américains, puis plus particulièrement, dans le New Jersey.
Après la seconde guerre mondiale, elle finance la reconstruction de l'Opéra de Vienne, et fait alors son retour en récital, se produisant dans des concerts de bienfaisance, puis sur scène notamment à Vienne jusqu’en 1955, mais aussi à Carnegie Hall en 1946 et au Met de New York en 1951, dans Rosalinde de La Chauve-Souris. Elle se retire enfin dans sa luxueuse villa du New Jersey. Elle passait aisément du soprano lyrique léger au grand soprano dramatique, tout en usant de sa beauté et de son sex-appeal pour captiver son auditoire. Pieuse et dotée d'une grande générosité, Maria Jeritza soutient de nombreuses causes charitables, s'imposant comme une personnalité artistique incontournable de sa dernière ville d'adoption, Newark (New Jersey, Etats-Unis). Pilier du Metropolitan Opera de New York, elle continue d'y faire ses entrées remarquables en qualité de fidèle auditrice jusqu'à un âge fort avancé. 

## Postérité
Elle a laissé de nombreux enregistrements chez Odéon et Victor, essentiellement entre 1908 et 1930, « restituant une voix au rayonnement et à la sûreté insolents, réussissant à être à la fois lyrique, dramatique et grande comédienne ».
C'est elle qui a initié la tradition de chanter l'aria de Tosca, Vissi d'arte, allongée sur le sol en signe d'affliction.
Richard Strauss avait composé pour elle Malven, qu'elle n'a jamais chantée.

## Décorations
- Anneau d'honneur de la ville de Vienne
- Commandeur d'or de l'ordre du Mérite